# Kossuth (personaggio)
Kossuth è una divinità immaginaria del gioco di ruolo fantasy Dungeons & Dragons, presente in varie ambientazioni, fra cui Forgotten Realms, nella quale appartiene al pantheon faerûniano.
Il suo simbolo è costituito da una fiamma rossa che si contorce.
La sua arma preferita è una lingua di fiamma.
Kossuth, il Signore del Fuoco, è Neutrale "puro", ma, ai fini della regola del passo, si può utilizzare anche l'allineamento Legale Neutrale.
Dei quattro signori elementali di Faerûn, Kossuth è il più attento ai suoi fedeli.
Il suo maggior nemico è Istishia, signore dell'elemento opposto: l'Acqua.